# Castelfidardo (destroyer)
Pour les articles homonymes, voir Castelfidardo.
Le Castelfidardo (fanion « CD », puis plus tard « CB ») était un destroyer (puis, plus tard, un torpilleur) italien de la classe Curtatone, lancé en 1922 pour la Marine royale italienne (en italien : Regia Marina).

## Conception et description
Les navires lancés entre 1922-23 qui suivirent la classe Palestro étaient supérieurs en tonnage et dimensions, mais semblables d’apparence et d’armement. Ils n’avaient plus notamment ce gouvernail remontant sur le cul, caractérisant les destroyers Italiens de l’époque.
Ces navires avaient une longueur totale de 84,94 mètres, une largeur de 8,02 mètres et un tirant d'eau de 2,46 mètres. Ils déplaçaient 890 tonnes à charge normale, et 900 tonnes à pleine charge. Leur effectif était de 6 officiers et 102 sous-officiers et marins
Les Curtatone étaient propulsés par deux turbines à vapeur Zoelly, chacune entraînant un arbre d'hélice et utilisant la vapeur fournie par quatre chaudières Thornycroft. La puissance nominale des turbines était de 22 000 chevaux-vapeur (16 400 kW) pour une vitesse de 32 nœuds (59 km/h) en service. Ils avaient une autonomie de 1 800 milles nautiques (3 300 km) à une vitesse de 15 noeuds (28 km/h).
Leur batterie principale était composée de 2 canons jumelés Schneider-Armstrong Mod. 1919 de 102/45 mm. La défense antiaérienne (AA) des navires de la classe Curtatone était assurée par 2 canons simples Armstrong Mod. 1914 de 76/30 mm. Ils étaient équipés de 6 tubes lance-torpilles de 450 millimètres (21 pouces) dans deux supports triples au milieu du navire. Les Curtatone étaient également équipés d'un équipement pour le transport et la pose de 16 mines.

## Construction et mise en service
Le Castelfidardo est construit par le chantier naval Cantiere navale fratelli Orlando à Livourne en Italie, et mis sur cale le 20 juillet 1920. Il est lancé le 4 juin 1922 et est achevé et mis en service le 7 mars 1924. Il est commissionné le même jour dans la Regia Marina.

## Histoire de service

### Les années 1920 et 1930
Construit entre juillet 1920 et mars 1924, une fois opérationnelle, le destroyer Castelfidardo est affecté au IIe escadron de destroyers, encadré dans le département de La Spezia, en effectuant la période habituelle de formation initiale,.
En 1929, le destroyer constitue, avec ses navires-jumeaux (sister ships) Monzambano, Curtatone et Calatafimi, la VIIIe escadron de destroyers qui, avec la VIIe escadron de destroyers (composée d'unités de la classe Palestro) et le croiseur éclaireur Augusto Riboty, forme la 4e flottille de destroyers, appartenant à la IIe division de torpilleurs, qui fait partie de la 2e escadre navale basée à Tarente. En 1931, le Castelfidardo, ainsi que le Riboty, le Calatafimi et les torpilleurs Ippolito Nievo et Fratelli Cairoli, forment la 3e flottille de destroyers, qui fait partie de la 4e division navale.
De 1929 à 1932, le Castelfidardo est en disponibilité (en réserve),, tandis que de 1932 à 1936, il effectue divers voyages qui le conduisent à Tripoli, Constanța, en Libye, en Grèce, au Dodécanèse et en Afrique du Nord,.
En 1930, le Castelfidardo est temporairement désarmé puis soumis à des modifications qui comprennent le relèvement de la cheminée avant,.
Au milieu des années trente, le navire est commandé par le lieutenant de vaisseau (tenente di vascello) Ener Bettica. En 1936, le destroyer passe dans le département maritime de Livourne, pour revenir la même année dans le département de La Spezia,.
De 1937 à 1939, le Castelfidardo est basé à Brindisi et est employé comme ravitailleur de sous-marins,. Le 1er octobre 1938, l'unité est déclassée en torpilleur.
Entre 1939 et 1940, le navire, comme les autres unités de la classe, subit d'autres modifications, qui impliquent le remplacement des deux canons Armstrong 1914 de 76/30 mm par 2 (ou 4) canons simples Scotti-Isotta-Fraschini 20/70 1939 (placés à la place des canons de 76 mm) et 2 mitrailleuses de 8/80 mm (placées sur le château),,. Plus tard, deux lanceurs de charges de profondeur sont également embarqués.

### La deuxième guerre mondiale

#### 1940
Lors de l'entrée de l'Italie dans la Seconde Guerre mondiale, le 10 juin 1940, le Castelfidardo fait partie du XVIe escadron de torpikkeurs (formé avec ses navires-jumeaux Monzambano, Curtatone et Calatafimi et les vieux torpilleurs Giacinto Carini et Giuseppe La Masa), basé à La Spezia. Pendant le conflit, l'unité opère dans le sud de l'Adriatique et la mer Égée, étant employée principalement pour des missions d'escorte.
Le 20 août 1940, en effet, avec la constitution du Comando Superiore Traffico Albania (Maritrafalba), qui devient actif le 5 septembre 1940, le Castelfidardo est déplacé à Brindisi et affecté, avec d'autres unités (deux vieux destroyers, neuf autres torpilleurs, trois croiseurs auxiliaires et le XIIIe escadron MAS (Motoscafo Armato Silurante)), à ce commandement, qui l'utilise pour des missions d'escorte de convois en Basse Adriatique, entre l'Italie et l'Albanie,,.
Le 5 septembre 1940, le navire commence sa première mission d'escorte sous les ordres de Maritrafalba, escortant de Bari à Durrës les vapeurs Perla et Antonietta Costa avec 52 soldats et 2 100 tonnes de chariots, voitures, motos, bicyclettes et quadrupèdes (ces derniers au nombre de 671). Deux jours plus tard, le torpilleur revient de Durrës à Bari, escortant le petit pétrolier Abruzzi, le vapeur cargo Premuda et le Antonietta Costa, qui reviennent déchargés en Italie.
Le 10 septembre, le Castelfidardo escorte les vapeurs Polcevera et G. Costa, chargés de 4 000 tonnes de fournitures (et plus précisément d'artillerie, d'armes légères, de 19 véhicules et d'autres matériels) de Bari à Vlora, via Brindisi. Le lendemain, l'unité, ainsi que le croiseur auxiliaire Capitano A. Cecchi, escorte de Vlora à Brindisi puis à Bari les vapeurs Nautilus et Pontinia, qui reviennent à vide.

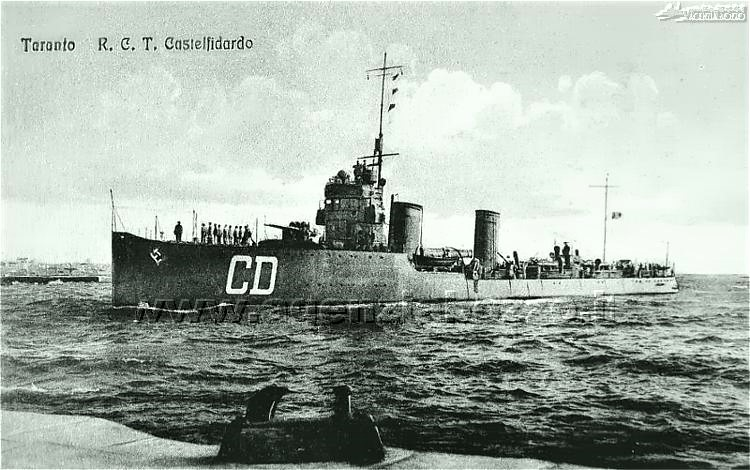
Le Castelfidardo photographié dans sa configuration originale, vers 1925.

Le 15 septembre, le torpilleur escorte le navire à moteur postal Filippo Grimani, naviguant de Brindisi à Durrës, et plus tard le même jour, il escorte le jumeau du Grimani, le Piero Foscari, sur le trajet inverse. Le lendemain, le Castelfidardo escorte à nouveau le Foscari de Brindisi à Durrës, puis le Grimani de Durrës à Brindisi. Le 23 septembre, le Castelfidardo, avec le Capitano A. Cecchi et le torpilleur Polluce, plus récent, escorte les navires à moteur Catalani et Viminale, transportant 2 112 hommes et 70 tonnes de matériel, de Bari à Durrës.
Le 12 octobre 1940, le Maritrafalba est dissous, mais déjà le 21 octobre ce commandement est reconstitué, et le Castelfidardo est de nouveau placé sous son commandement (avec deux destroyers plus anciens, neuf autres torpilleurs, quatre croiseurs auxiliaires et le XIIIe escadron MAS) pour des fonctions d'escorte de convois et de lutte anti-sous-marine, ainsi que de sauvetage.
En décembre, le torpilleur bombarde avec sa propre artillerie des installations militaires sur la côte de la Grèce,,. Le 6 décembre, à 5h30, le Castelfidardo, qui arrive à Brindisi en provenance de Tarente, reçoit l'ordre de se diriger vers le point de torpillage du vapeur Olimpia (à 4h55, ce navire, en provenance de Durrës, d'où il est parti à 23h45 la veille, à Brindisi avec le vapeur Carnia et le destroyer Augusto Riboty, a été touché par une ou deux torpilles lancées par le sous-marin britannique HMS Triton (N15) (pour d'autres sources par le sous-marin HMS Regulus (N88) à la position géographique de 41° 06′ N, 18° 39′ E, à une quarantaine de milles nautiques (74 km) de Brindisi) pour traquer le sous-marin attaquant. La recherche de l'unité ennemie, à laquelle participent également le MAS 512 et le XIIIe escadron, est infructueuse (alors que le Olimpia peut être remorqué en sécurité à Brindisi).
Le 8 décembre, le Castelfidardo, avec le croiseur auxiliaire Barletta, escorte le croiseur auxiliaire Arborea, utilisé comme transport, et les vapeurs Galilea et Aventino de Bari, d'où il part à 00h30, à Durrës, où il arrive à 11h15 (les trois navires marchands transportent au total 2 755 hommes, 145 quadrupèdes et 104 tonnes de fournitures). Le navire quitte Durrës à 2 heures du matin le 10 décembre, escortant le Galilea et les navires à moteur Verdi et Puccini, qui retournent déchargés à Bari, où ils arrivent à 18h30.
Le Castelfidardo quitte Bari à minuit le 15 décembre, avec le croiseur auxiliaire Brindisi, escortant le Verdi, le Galilea, le Puccini et le Arborea jusqu'à Vlora, où ils arrivent à 13 heures du même jour, transportant le premier groupe de la division d'infanterie "Acqui", soit 3 936 hommes et 80 tonnes de matériel. Le torpilleur quitte Vlora à 8h30 le 17 décembre, avec le croiseur auxiliaire Città di Genova, pour escorter les vapeurs Piemonte et Galilea à Brindisi et les navires à moteur Città di Savona, Verdi et Puccini, qui reviennent vides. Arrivé à Brindisi à 16h45, le convoi y laisse le Piemonte et continue vers Bari, mais le Castelfidardo doit quitter la formation et revenir à Brindisi en raison de conditions météorologiques défavorables.
Le 22 décembre, à 23h30, le navire appareille de Brindisi en direction de Bari, escortant les vapeurs déchargés Sant'Agata et Hermada, avec lesquels il arrive au port à 11h30 le lendemain matin. Deux jours plus tard, la veille de Noël, le Castelfidardo quitte Bari à 00h30 avec le Capitano A. Cecchi, escortant les vapeurs Quirinale et Marin Sanudo et les navires à moteur Donizetti et Città di Savona, avec le premier groupe de la division d'infanterie "Brennero" (2 663 hommes, 186 véhicules et 558,5 tonnes de matériel), pour Durrës, où ils arrivent à 15h15 du même jour. Le 26 décembre à 18h30, le Castelfidardo quitte le port albanais en escortant les vapeurs déchargés Carnia et Monstella, avec lesquels il arrive à Bari à 9h30 le 27.
Le 28 décembre à 10 h 36, le Castelfidardo quitte Bari pour Brindisi, où il arrive à 16h00 le même jour, escortant le Galilea vide. Le torpilleur quitte Brindisi à 23h05 le jour suivant, avec le Brindisi, pour escorter le Viminale et les vapeurs Zena et Monrosa à Durrës, arrivant à destination à 9h00 le 30 décembre. Le 31 décembre à 7 heures du matin, le navire quitte Vlora, où il s'est déplacé, pour escorter les navires à vapeur Absirtea et Argentina et le navire à moteur Città di Agrigento jusqu'à Brindisi. Le convoi, qui est arrivé à Brindisi à 23h05 le même jour, est le dernier à arriver dans le port des Pouilles avant la nouvelle année.

#### 1941
Le 2 janvier à 3 heures du matin, le Castelfidardo quitte Brindisi en même temps que le Brindisi, escortant jusqu'à Vlora le navire à moteur Città di Trapani et le vapeur Aprilia, transportant 497 hommes et 1 111 tonnes de vêtements, de provisions et d'autres fournitures. Le convoi atteint sa destination à 17h40, et le torpilleur quitte Vlora à 12h30 le 4 janvier, escortant les vapeurs Zena (déchargé) et Luisa (utilisé pour le trafic civil), avec lesquels il atteint Brindisi à 23h35 le même jour.
Le torpilleur quitte Brindisi à 4h45 le 6 janvier, escortant les vapeurs Titania et Dea Mazzella (ce dernier affecté au trafic civil), qui seront rejoints plus tard par le vapeur Verbano. Le convoi, dont la cargaison totale s'élève à 92 hommes, 649 quadrupèdes et 156 tonnes de fournitures, arrive à Vlora à 15h15 le même jour. Le Castelfidardo part dès 14h00 le 7 janvier, escortant les vapeurs vides Piemonte et Galilea jusqu'à Brindisi, où il arrive à 21h30.
Le 10 janvier, à 11h45, le navire appareille de Brindisi avec le Brindisi, pour escorter jusqu'à Vlora le vapeur Piemonte et le navire à moteur Città di Agrigento, transportant 3 148 hommes, un véhicule, neuf quadrupèdes et 380 tonnes de munitions et autres fournitures. Le convoi arrive au port à 20h05. Deux jours plus tard, le Castelfidardo, de retour en Italie, escorte de Bari à Brindisi le Città di Agrigento et les vapeurs Milano et Monstella déchargés.
Le 24 janvier, le torpilleur, ainsi que le croiseur auxiliaire Egeo, quittent Bari à minuit et demi, escortant le vapeur Quirinale et les navires à moteur Città di Savona et Puccini, transportant 1 911 hommes et 765 tonnes de fournitures. Les navires arrivent à Durrës à 14 heures ce jour-là. Le lendemain, à 20 heures, le Castelfidardo quitte Durrës en escortant le vapeur Quirinale et les navires à moteur Barbarigo et Città di Savona, qui reviennent déchargés à Bari, où ils arrivent après douze heures, à 8 heures du matin le 26.
Le 26 janvier à 21 heures, le navire, avec le Città di Genova, appareille de Bari pour escorter jusqu'à Durrës les navires à moteur Verdi et Donizetti et les vapeurs Argentina et Città di Tripoli, avec à leur bord le premier groupe de la division d'infanterie " Cagliari ", composé de 2 634 hommes et de 1 162 tonnes de matériel. Le convoi atteint sa destination à 9h15 le 27. Le 27, à 20h40, le Castelfidardo quitte Durrës en escortant le Verdi, le Argentina et le Città di Tripoli, qui retournent à vide à Bari, où ils arrivent à 9h30 le 28.
Le 28 janvier, à 19h00, l'unité quitte Bari en escortant les vapeurs Tagliamento, Mameli et Vesta et le navire à moteur Narenta, avec une cargaison de munitions (sur le Vesta), 998 quadrupèdes, 3 963 tonnes de provisions et 286 tonnes d'autres fournitures. Le convoi arrive à Durrës le 29 à 8 heures du matin. Le torpilleur quitte le port albanais à 9h30 du même jour, escortant les navires à moteur déchargés Rossini, Puccini et Città di Savona, avec lesquels il arrive à Bari à 22h.
Le 2 février, le Castelfidardo et le Barletta quittent Barletta en escortant les vapeurs Sant'Agata, Contarini et Rosandra, transportant 667 quadrupèdes, 190 tonnes de provisions et 64 tonnes de viande congelée. Après avoir fait escale à Bari, le convoi atteint Durrës. A 17h15 le 5 février, l'unité quitte Durrës pour Bari, escortant le Verdi, le Milano et le Sant'Agata, à vide, et arrive à Bari à 5h10 le 6 février.
De retour en Albanie, le 9 février à 4 heures du matin, le navire appareille de Durrës en escortant les vapeurs déchargés Milano, Aventino et Quirinale, avec lesquels il arrive à Bari à 16h35 du même jour. Le Castelfidardo quitte Bari à 3 heures du matin le 12 février, escortant les vapeurs Milano et Aventino. Au large de Brindisi, au point X, le convoi est rejoint par les navires à moteur Verdi et Marin Sanudo et le croiseur auxiliaire Egeo, chargé de les escorter, en provenance de Brindisi. Réunis en un seul convoi, les navires (transportant 3 086 soldats, 203 quadrupèdes, 101 véhicules et 648 tonnes d'approvisionnement) atteignent Durrës à 14h30 le même jour. Le torpilleur quitte Durrës à 8h15 le 15 février, escortant les navires marchands vides Verdi, Aventino et Milano jusqu'à Bari, où ils arrivent à 22h00.
Le Castelfidardo quitte Bari le 16 février à 2 heures du matin, avec le croiseur auxiliaire Brioni, escortant jusqu'à Durrës les navires à moteur Puccini, Città di Bastia, Città di Savona et Città di Tripoli. Le convoi, avec 2 957 soldats et 392 tonnes de ravitaillement, atteint sa destination à 16 heures le même jour. Le 17 février, à 18h15, le torpilleur appareille de Durrës en escortant le Città di Bastia, le Città di Savona et le Puccini, déchargé, et arrive à Bari à 8h15 le 18 février.
Le 19 février à 3 heures du matin, le torpilleur, accompagné du Capitano A. Cecchi, appareille de Bari en escortant le navire à moteur Rossini et les vapeurs Titania, Zena et Rosandra, transportant 1 600 ouvriers (sur le Rosandra), 922 soldats, 1 160 quadrupèdes et 436 tonnes de matériel. Le convoi arrive à Durrës à 17h15 le même jour, et le Castelfidardo repart à 9h30 le 24, escortant jusqu'à Bari, où il arrive à 9h00 le 25, les vapeurs vides Rinucci, Neghelli et Carmela.
Le 8 mars, le navire escorte les vapeurs Piemonte et Sant'Agata et le pétrolier Conte di Misurata de Brindisi à Vlora, transportant 2 879 soldats, 693 quadrupèdes, huit véhicules et 395 tonnes de fournitures. Le même jour, à 14h15, le torpilleur quitte Vlora avec le croiseur auxiliaire Francesco Morosini, escortant les navires à vapeur Francesco Crispi et Galilea, le navire à moteur Viminale et le chalutier à moteur Genepesca II, pour arriver à Brindisi à 21h05.
De retour à Vlora, le Castelfidardo part le 10 mars, à 7 heures du matin, pour escorter à Brindisi le navire à moteur Città di Marsala et les vapeurs Sant'Agata et Monstella déchargés. Les navires arrivent au port après dix heures de navigation. Le lendemain, à 5h20 du matin, le navire quitte Brindisi avec le Morosini, escortant les transports de troupes Viminale, Galilea et Crispi jusqu'à Vlora, où ils arrivent à midi, transportant 3 305 soldats, 9 véhicules et 325 tonnes de matériel. Le 12 mars, à 7 heures du matin, le torpilleur quitte Vlora en escortant les vapeurs vides Aprilia, Diana et Stampalia vers Brindisi. Les navires arrivent à destination à 16h20 le même jour.
Le 15 mars à 23 heures, le navire appareille de Bari en escortant les vapeurs Zena, Absirtea et Monstella, avec à son bord 197 soldats, 1 537 quadrupèdes et 128 tonnes de matériel. Le convoi atteint Durrës à 13h15 le jour suivant. Le Castelfidardo quitte Durrës à 7 heures du matin le 17, escortant les navires à moteur Donizetti, avec 236 blessés légers, et Barbarigo, vide, et le vapeur Laura C., vide, arrivant à Bari à 22h45.
Le torpilleur quitte le port des Pouilles le 19 mars à 23h00, avec le Brioni, pour escorter à Durrës les navires à moteur Donizetti, Narenta, Città di Bastia et Città di Tripoli, avec le premier détachement de la division d'infanterie " Firenze ": 1 986 hommes et 612 tonnes d'équipement de la division et d'autres fournitures. Les navires atteignent leur destination à 15h15 le 20, et le Castelfidardo quitte Durrës à sept heures le 21 mars, escortant les navires à moteur Città di Tripoli (avec 231 blessés légers à bord) et Città di Bastia et le vapeur Tagliamento. Le convoi atteint Bari à 21h30.
Le 22 mars à 23h00 (ou le 23 mars à 00h00), l'unité, sous le commandement du lieutenant de vaisseau (tenente di vascello) Gennaro Greco, quitte Bari pour Durrës (en faisant escale à Brindisi), escortant les vapeurs Carnia, Monstella et Vesta, transportant 89 soldats, 89 véhicules, 66 quadrupèdes, 2 773 tonnes de munitions et 958,5 tonnes d'autres fournitures, et le Anna Capano, utilisé pour le service civil. Mais à 10h28 le 23, à la position géographique de 40° 57′ N, 18° 32′ E (environ trente milles nautiques (37 km) au nord-est de Brindisi et autant de milles nautiques de Capo Gallo, près de la ville des Pouilles), le convoi est attaqué par le sous-marin grec RHS Triton (Y 5), qui lance quatre torpilles contre le Carnia, qui est en tête du convoi. Le Monstella, bien qu'étant à l'arrière, aperçoit les torpilles en premier et donne le signal d'avertissement, puis vire rapidement vers le point où le RHS Triton est susceptible de se trouver. Les autres unités exécutent également ce virage (le Anna Capano évite trois torpilles), ce qui permet au Carnia d'éviter deux des torpilles, qui passent à une très courte distance de la proue, mais peu après le vapeur est touché par deux torpilles, dont l'une n'explose pas, tandis que la seconde explose sur le côté bâbord, à la poupe. Le commandant du vapeur, ayant vérifié la situation et considérant le navire comme perdu, contacte le commandant Greco et, en accord avec lui, fait abandonner le navire sur les embarcations. Le Castelfidardo lance des grenades sous-marines sur la position présumée du sous-marin, ordonne aux trois autres vapeurs de faire route (les trois navires, rejoints par le torpilleur Solferino, arrivent à Durrës à 16h30) et prend à son bord l'équipage du navire en détresse. Le navire restant cependant à flot, une heure après, le capitaine et quelques hommes sont remontés à bord pour tenter de le remorquer, et à 11h50, le Castelfidardo informe le Maritrafalba que le navire flotte toujours. À 14h53, les deux navires sont rejoints par le vieux destroyer Carlo Mirabello, détourné par Maritrafalba, qui, à 16h00, prend le Carnia en remorque et tente de l'amener vers Brindisi à une vitesse de 4,5 nœuds (8,3 km/h). Deux remorqueurs sont alors mis à l'eau à 14h15 depuis Brindisi, et à 17h40, après la rupture du câble de remorquage due à la dégradation des conditions météorologiques, l'un d'eux, le Bagnoli, reprend le Carnia en remorque. À 21h40, après une navigation de plus en plus difficile mais jusque-là régulière, le Carnia s'enfonce plus fortement et plus soudainement, et à 21h45, le vapeur coule à la position géographique de 40° 58′ N, 18° 27′ E, à 28 milles nautiques (52 km) au nord-est de Brindisi (et 30 milles nautiques (55 km) au nord-est de Cap Gallo),,

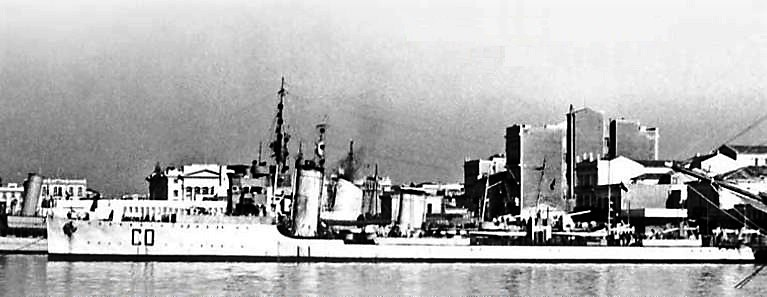
Le Castelfidardo au Pirée le 13 décembre 1941.

Le 30 mars, à 22h30, le Castelfidardo quitte Brindisi en escortant les vapeurs Scarpanto, Tripolino, Luigi Martini et Marirosa, à destination de Vlora avec 154 soldats, 1 022 quadrupèdes, 988 tonnes de provisions et 90 tonnes d'autres fournitures. Le Scarpanto et le Martini doivent toutefois retourner à Brindisi en raison d'une mer agitée, tandis que le reste du convoi atteint Vlora à 10h45 le 31 mars.
De retour à Bari, le torpilleur repart à 21 heures le 5 avril, escortant jusqu'à Durrës les vapeurs Maddalena, transportant 4 804 tonnes de fournitures, et Enrico, utilisé pour le trafic civil. Le convoi arrive au port à 18h00 le 6 avril, et déjà une heure et vingt minutes plus tard le Castelfidardo reprend la mer, quittant Durrës pour escorter les vapeurs déchargés Polcevera, Bucintoro et Loreto et arrivant à Bari à 21h30 le 7 avril.
Le 12 avril, à 23h00, le torpilleur quitte Bari pour Durrës, escortant les vapeurs Zena et Tagliamento et le navire à moteur Maria, transportant 118 hommes, 160 véhicules, 616 quadrupèdes et d'autres fournitures: le convoi arrive dans le port albanais à 16h00 le lendemain. Deux jours plus tard, le 14 avril à 5h15, le Castelfidardo quitte Durrës pour Bari, où il arrive le 15 à 4h00 du matin, escortant les vapeurs déchargés Bottiglieri, Rinucci, Miseno et Costante C..
Le torpilleur quitte Bari à 22h30 le 15 avril, en même temps que le Barletta, escortant les navires à moteur Città di Alessandria, Città di Bastia, Città di Trapani et Donizetti, avec 2 887 hommes et 785 tonnes de fournitures. Le convoi arrive à Durrës à 17h30 le 16. Le Castelfidardo quitte Durrës à 8h30 le 17 avril, en même temps que le Brindisi, escortant le vapeur Monstella et les navires à moteur Città di Alessandria et Città di Trapani, qui arrivent à Bari à 1h15 le 18. Le torpilleur se rend immédiatement à Brindisi et prend en charge l'escorte du Capitano A. Cecchi d'un convoi composé des navires à moteur Narenta et Riv et du vapeur Casaregis (dont la cargaison s'élevait à 504 hommes, 234 véhicules et 1 402 tonnes de fournitures), en provenance de Bari (d'où il est parti à 23h00) et à destination de Durrës (où il arrive à 16h15 le 18). Le 19 avril, à 8 heures du matin, le navire quitte Durrës, escortant jusqu'à Brindisi (d'où ils continuent jusqu'à Bari, où ils arrivent à 6h15 du matin le 20) les vapeurs vides Gala et Laura C..
Le 21 avril, à 20h50, le Castelfidardo appareille de Bari, avec le Brindisi, pour escorter vers Durrës le navire à moteur Città di Tripoli et les navires à vapeur Quirinale, Bolsena et Istria, chargés de 1 834 hommes et de 280 tonnes d'essence et d'autres matériaux. Le convoi arrive à destination à 11h30 le lendemain, et le même 22 avril, à 21h15, le torpilleur quitte Durrës en escortant les vapeurs Armando et Albachiara et le navire à moteur Maria, déchargé, pour arriver à Bari à 9h30 le 23.
Le 5 mai 1941, le navire, qui fait partie du XVIe escadron de torpilleurs avec ses navires-jumeaux Curtatone, Monzambano et Calatafimi, est placé sous le commandement du groupe naval de la mer Égée du Nord (Marisudest) nouvellement formé, basé à Athènes et opérant dans la mer Égée en coopération avec la Kriegsmarine,,. Le navire effectue ensuite des missions d'escorte (ainsi que de chasse anti-sous-marine et de pose de mines) dans la mer Égée.
Le 30 juin, le navire, ainsi que le Monzambano, escorte les vapeurs allemands Livorno, Spezia, Savona et Icnusa d'Héraklion au Pirée, avec du personnel et du matériel de la Wehrmacht. Le 3 juillet, les deux torpilleurs, ainsi qu'un troisième, le Sirio, escortent du Pirée à Souda quatre autres navires marchands allemands, les vapeurs Pierluigi, Talowa et Delos et le pétrolier Ossag, avec du personnel, du matériel et du carburant de la Wehrmacht.
Le 10 juillet, le Castelfidardo escorte du Pirée à Souda le vapeur allemand Salzburg et le pétrolier Strombo, mais ce dernier est attaqué par le sous-marin britannique HMS Torbay (N79) (d'après une autre source du sous-marin grec Parthion), avec deux torpilles, dans le canal de Kéa (entre l'Attique et l'île de Kéa, et touché. Bien qu'endommagé (parmi l'équipage, deux personnes manquent à l'appel), le navire peut être remorqué à Salamine par le Monzambano, envoyé sur place. Une semaine plus tard, le torpilleur escorte le vapeur allemand Jalowa de Souda à Thessalonique, avec du personnel et du matériel allemand.
Le 10 août, l'unité escorte du Pirée à Souda les vapeurs allemands Delos, Hercules et Taxiarkis, transportant des troupes et du matériel de la Wehrmacht, tandis que le 17 août, le navire, avec le torpilleur Sagittario, escorte à nouveau du Pirée à Souda les vapeurs allemands Cordelia, Procida et Trapani, transportant également du personnel et du matériel des forces allemandes. Le 19 août, le Castelfidardo et le Città di Genova escortent de Souda à Héraklion le vapeur allemand H 1, avec également du personnel et du matériel allemand.
Le 2 octobre, le torpilleur escorte le vapeur Livenza du Pirée à Porto Larmes. Le lendemain, le navire, avec le destroyer Quintino Sella, escorte le pétrolier Rondine du Pirée à Héraklion,. Le 6 octobre, le Castelfidardo et le Sella escortent le Rondine d'Héraklion à Souda. Le 7 octobre 1941, le navire escorte les vapeurs allemands Trapani et Salzburg, transportant également des troupes et des fournitures pour les forces allemandes, de Souda (d'où il est parti à 8h30) au Pirée, en même temps que le Sella, évitant également une attaque du sous-marin britannique HMS Talisman (N78), qui à 11h59 ce jour-là lance sans succès trois torpilles, à la position géographique de 35° 43′ N, 24° 00′ E (environ quinze milles nautiques (28 km) au sud de Souda), contre le Trapani (deux torpilles) et le Salzbourg (une torpille). A 12h02 il y a une explosion, mais aucun vapeur n'est touché (bien qu'une des torpilles ait frôlé le Trapani), et à 12h09 le Sella attaque le HMS Talisman avec des grenades sous-marines, en continuant pendant une demi-heure,.

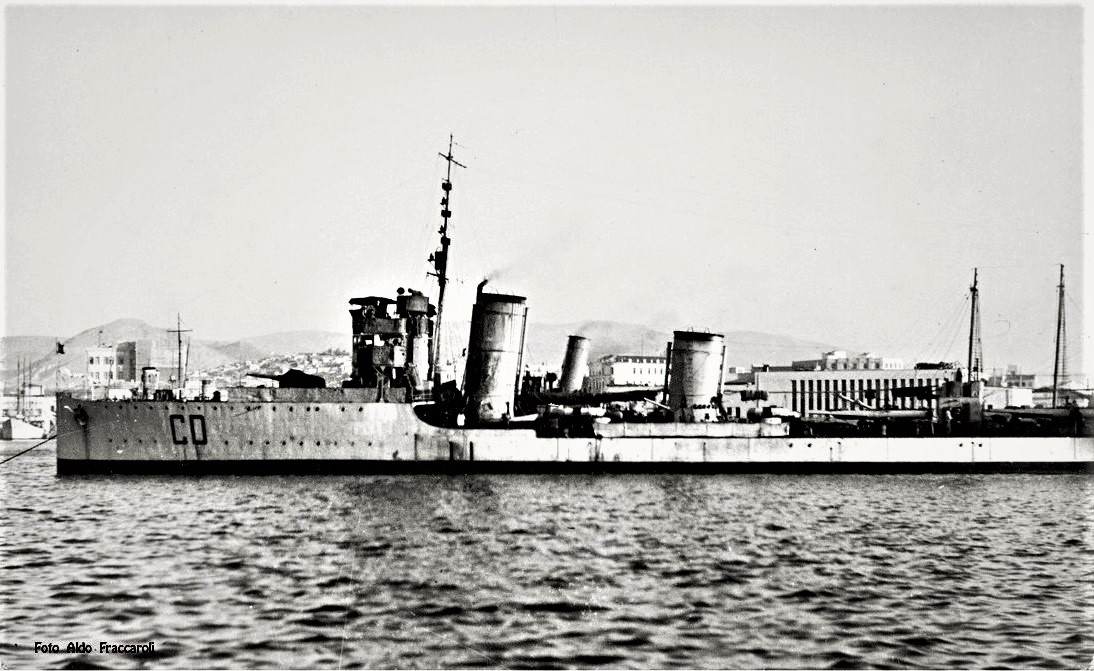
Une autre photo du torpilleur au Pirée, le 14 décembre 1941.

Le 11 octobre, le Castelfidardo, le Calatafimi, le Sella et le torpilleur Lupoescortent du Pirée à Kavalliani (près de Salonique) les vapeurs Trapani, Elli, Caterina M. et Volodda, chargés de personnel et de matériel de la Wehrmacht (le Elli et le Trapani continuent seuls jusqu'à Salonique). Six jours plus tard, le Castelfidardo et le Calatafimi escortent des Dardanelles au Pirée les pétroliers bulgares Balčik et le roumain Balkan. Le convoi est cependant attaqué par le sous-marin britannique HMS Thunderbolt (N25). L'unité ennemie, aperçoit le convoi (mais seulement les deux navires marchands) à 10h11 le 18 octobre à la position  géographique de 37° 41′ N, 23° 51′ E cap 145°, à 11h08 lance trois torpilles contre le Balčik, à une distance d'environ 1 000 mètres,. Cependant, le pétrolier est manqué, et de 11h44 à 12h05, les unités d'escorte larguent onze grenades sous-marines sur la position du sous-marin (sans l'endommager), et ne sont reparties qu'à 13h.
Le 22 octobre, le Castelfidardo escorte le vapeur allemand Santa Fè du Pirée au Souda, transportant du personnel et des fournitures pour les forces allemandes, tandis que le 25 octobre l'unité escorte le vapeur allemand Delos de Héraklion à Souda, transportant du personnel et des fournitures allemandes, et le jour suivant escorte le vapeur allemand Ithaca, naviguant du Souda au Pirée, transportant à nouveau du personnel et des fournitures pour la Wehrmacht. Le 31 octobre, le Castelfidardo et le Monzambano escortent le pétrolier Torcello de Thessalonique aux Dardanelles, à destination de la mer Noire.
Le 2 novembre de la même année, le Castelfidardo et le Monzambano quittent les Dardanelles pour escorter jusqu'au Pirée le pétrolier Tampico, venant de la mer Noire avec une cargaison de naphte en provenance de Roumanie. A 13h30 de ce jour, le pétrolier quitte les eaux territoriales turques, escorté par les deux torpilleurs. Cependant, le 3 novembre à 10h37, le sous-marin britannique HMS Proteus (N29) frappe le Tampico avec une torpille, à la position géographique de 37° 53′ N, 24° 30′ E (dans le canal de Doro). Les deux torpilleurs poursuivent d'abord sans succès le sous-marin avec des grenades sous-marines, croyant, à tort, l'avoir coulé, puis ils portent assistance au navire marchand,. Comme le Tampico est resté à flot et qu'il y a la possibilité de le remorquer, le Castelfidardo essaie à deux reprises de le prendre en remorque, mais il doit renoncer à cause de câbles cassés. Rejoint également par le torpilleur Cassiopea, envoyé en renfort, et par le remorqueur Ardenza, le Tampico peut atteindre le Pirée à 1 heure du matin le 4 novembre,,.
Le 6 novembre, le Castelfidardo escorte les vapeurs Pasubio et Aprilia du Pirée à Kavalliani, tandis que six jours plus tard, avec le torpilleur Alcione, il escorte le pétrolier Sanandrea et les vapeurs Artemis Pitta, Pasubio et Pier Luigi de Thessalonique à Kalkis via le Pirée. Le 19 novembre, le Castelfidardo, le Alcione et le Brioni escortent les navires à moteur Città di Agrigento, Città di Savona et Città di Alessandria avec des troupes et des fournitures du Pirée à Iraklion. Le 30 novembre, le torpilleur escorte le vieux pétrolier Celeno de Thessalonique au Pirée.
Le 10 décembre, le navire escorte le Pier Luigi du Pirée à Kavalliani, après quoi, le même jour, il retourne au Pirée et prend en charge l'escorte du vapeur Fertilia, qui navigue du Pirée à Rhodes, en faisant escale à Syros et Leros. Deux jours plus tard, le Castelfidardo escorte à nouveau le Fertilia, avec 800 tonnes de carburant, du Pirée à Syros puis à Leros, tandis que le 14, avec deux patrouilleurs allemands, il escorte les vapeurs Audace, Loreto, Carlo Zeno et Capo Pino, qui naviguent du Pirée à Kavalliani avec des troupes et des fournitures. Enfin, le 16 décembre, le torpilleur escorte le Capo Pino et le Pier Luigi de Kavalliani à Thessalonique.

#### 1942
Le 15 janvier 1942, le Castelfidardo, avec le torpilleur Sirio, escorte les vapeurs Pier Luigi et Delos et le pétrolier Giorgio de Thessalonique au Pirée, via Kavalliani. Le 27 janvier, le navire, avec le Sirio, le Barletta et le mouilleur de mines allemand Drache, escorte du Pirée à Souda les navires Città di Alessandria, Città di Savona et Santa Fè. Trois jours plus tard, le Castelfidardo et le Sirio escortent les navires à vapeur Brundisium et Artemis Pitta naviguant de Souda au Pirée.
Le 25 février 1942, le navire, avec le Monzambano et le Drache, escorte du Pirée à Souda les navires Città di Agrigento, Città di Alessandria, Città di Savona et Santa Fè. A 12h15 du jour suivant, alors qu'il fait route, le sous-marin britannique HMS Turbulent (N98) attaque le convoi avec des torpilles dans la baie de Souda (à une vingtaine de milles nautiques (37 km) au nord-ouest de Souda), mais ne touche aucun navire et, après avoir contre-attaqué avec des grenades sous-marines, le convoi atteint sa destination à 14h15. Le 2 mars, le Castelfidardo, le Barletta, le Monzambano et le Drache escortent à nouveau les quatre mêmes marchands de Souda au Pirée, tandis que le 6 mars le Castelfidardo et le Sirio escortent le pétrolier Elly et le vapeur Artemis Pitta du Pirée à Iraklion.
Le 28 mars 1942 à 13h00, le Castelfidardo appareille de Patras et escorte, avec le croiseur auxiliaire Città di Napoli, le destroyer Sebenico et les torpilleurs San Martino, Mosto et Bassini, un convoi de transports de troupes Galilea, Francesco Crispi, Italia, Viminale, Aventino et Piemonte, à destination de Bari via Brindisi. Les navires Piemonte, Crispi, Galilea et Viminale transportent des unités de la division alpine "Julia" qui reviennent de Grèce, tandis que le Italia et le Aventino transportent des hommes des garnisons du Dodécanèse qui rentrent de permission. Au total, les six vapeurs transportent 8 300 hommes. Après avoir quitté, comme d'habitude, la passe du Cap Dukato, le convoi est disposé en double colonne, avec le Città di Napoli (chef de convoi et escorte) en tête, le Bassini à l'arrière, le Mosto et le Sebenico à tribord et le San Martino et le Castelfidardo à bâbord (tous les navires d'escorte naviguent en zigzag). La colonne de tribord est composée, dans l'ordre, du Galilea, du Crispi et du Italia, la colonne de bâbord du Viminale, du Piemonte et du Aventino. À 22h45 ce jour-là, le sous-marin britannique HMS Proteus (N29) torpille le Galilea, à 9 milles nautiques (17 km) au sud-ouest d'Antipaxos.

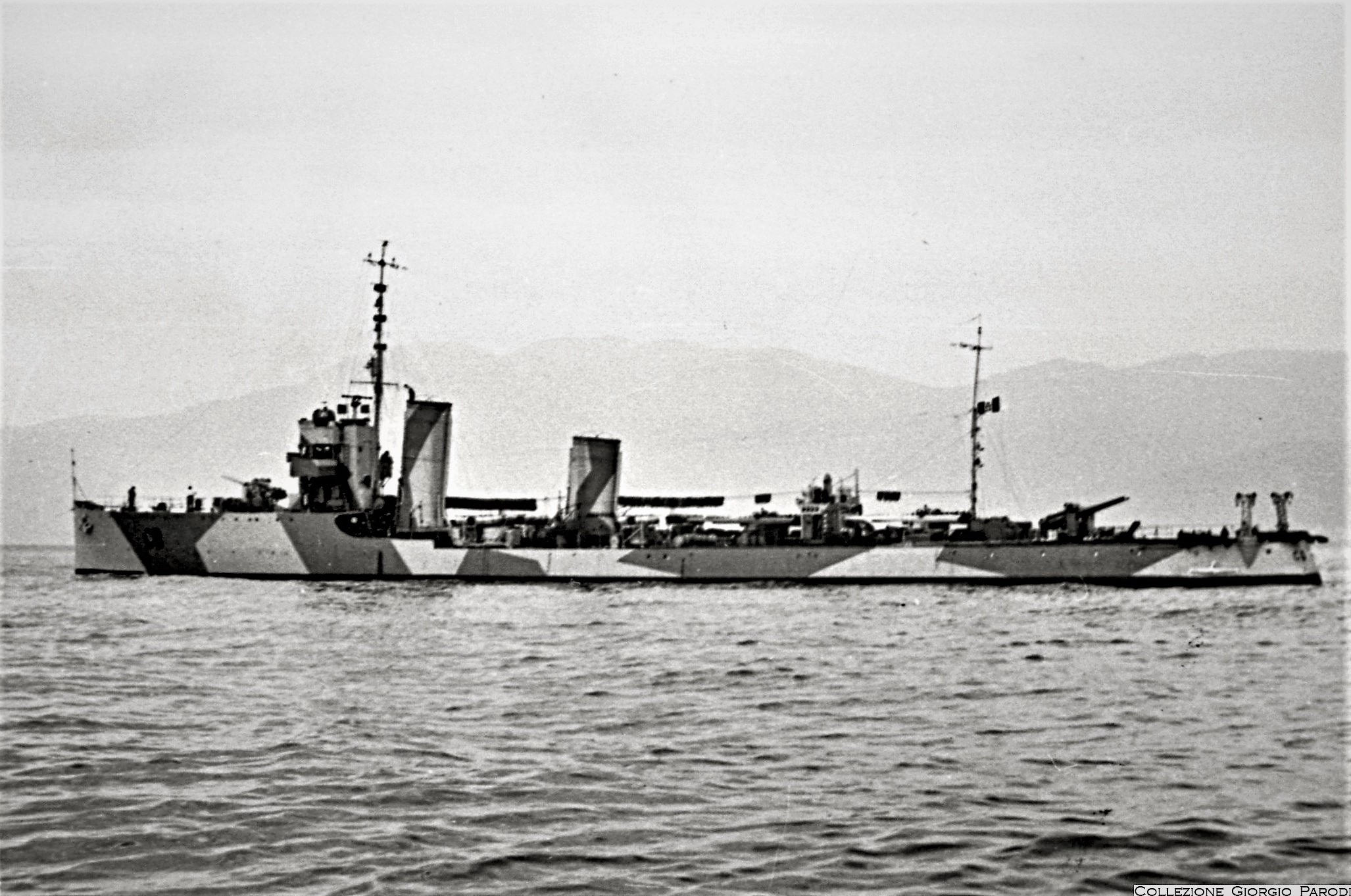
Le Castelfidardo à Fiume en 1942, avec des couleurs de camouflage.

Tandis que le Galilea, touché par une torpille à l'avant bâbord, gîte sur le côté bâbord et ralentit (il se fige au bout d'une dizaine de minutes), les unités d'escorte s'approchent depuis le côté extérieur de la formation. Avant le départ, il est ordonné que, en cas de torpillage, le reste du convoi continuerait, tandis que le Castelfidardo et le Mosto porteraient assistance au navire sinistré. Cependant, le Città di Napoli répète l'ordre, avec des signaux, seulement au Mosto, et le commandant du Castelfidardo croit à tort qu'il doit continuer (et cela contribue aux lourdes pertes qui suivent parmi l'équipage du Galilea). Alors que le convoi, dont le Castelfidardo, reprend la mer et atteint Bari le jour suivant, seul le Mosto reste pour secourir le navire en détresse. Après une longue agonie, le Galilea coule à 3h50 du matin le 29 mars à la position géographique de 37° 04′ N, 20° 05′ E. Dans la catastrophe, 995 (ou 991) hommes, perdent la vie, tandis que seulement 284 peuvent être sauvés.
Le 7 octobre 1942, le torpilleur escorte du Pirée à Thessalonique les vapeurs Adriana et Fougier et le pétrolier Dora C.. Dans la nuit du 30 au 31 octobre, le Castelfidardo, avec les destroyers Antonio Pigafetta, Antonio da Noli et Nicolò Zeno, participe à la pose du champ de mines "S 72", composé de 388 mines, au nord du Cap Bon,.
Entre 1942 et 1943, le Castelfidardo subit des travaux de modification, portant un double canon Breda Modèle 1935 de 20/65 mm.

#### 1943
Le 27 janvier 1943, le Castelfidardo escorte de Tarente à Patras les vapeurs H. Fisser et Hingeborg. Le 26 mars, le torpilleur escorte le vapeur Santa Fè d'Héraklion à Souda, tandis que deux jours plus tard, il escorte le vapeur Alba Julia du Pirée aux Dardanelles. Le 31 mars 1943, le Castelfidardo et le torpilleur Solferino escortent le Citta di Alessandria et le Città di Savona, naviguant du Pirée à Souda.
Le 1er avril 1943, le Castelfidardo et le Solferino quittent Iraklion pour Rhodes, escortant le vapeur Sinfra. Le 22 avril, le Castelfidardo, le Sella et le destroyer Euro escortent du Pirée à Rhodes, ainsi que les navires à moteur Città di Savona et Donizetti et les vapeurs Re Alessandro et Ardenna. Le 24 avril, les trois navires escortent les quatre mêmes marchands de Rhodes au Pirée.
Le 1er mai, le torpilleur et le Euro escortent le Re Alessandro et le Ardenna du Pirée à Iraklion, et deux jours plus tard, ils les escortent sur le trajet inverse. Le 4 mai, le Castelfidardo et le Drache escortent les pétroliers Celeno, Burgas et Balčik du Pirée aux Dardanelles. Le 5 mai, le torpilleur est envoyé pour renforcer un convoi composé du vapeur Alba Julia, naviguant des Dardanelles au Pirée, et du Drache comme unité d'escorte. A 20h15, en effet, le sous-marin britannique HMS Parthian (N75), en surface, attaque le convoi avec son artillerie (depuis le bord du Drache, on pense également avoir aperçu des traînées de torpilles dirigées contre le Alba Julia), à la position géographique de 38° 20′ N, 24° 46′ E, 7 milles nautiques (13 km) au nord-est du Cap Doro (ou Cap Kaphireas), et le Drache l'affronte dans un bref engagement de surface, le forçant à partir, mais subissant des dommages, des morts et des blessés, il a donc été décidé d'envoyer le Castelfidardo pour renforcer l'escorte,.
Le 9 mai, le Castelfidardo, le Solferino et le Barletta escortent le navire à moteur Donizetti, le vapeur Re Alessandro et le pétrolier Elli du Pirée à Rhodes, d'où ils repartent deux jours plus tard, avec le destroyer Turbine ajouté pour renforcer l'escorte. Le 18 mai, le torpilleur, ainsi que le destroyer Francesco Crispi, escortent le Re Alessandro d'Héraklion à Rhodes, qui deux jours plus tard escorte seul de Rhodes au Pirée.
Le 5 juin, le navire, ainsi que le Turbine, escorte le pétrolier Firus du Pirée aux Dardanelles. Le 11 juin 1943, le Castelfidardo, le Monzambano et le destroyer Turbine escortent le vapeur allemand Whilhelmsburg du Pirée aux Dardanelles. Le 26 juin, le Castelfidardo, le Euro et le Calatafimi escortent le Donizetti, le Re Alessandro et le Ardenna du Pirée à Leros puis à Rhodes. Deux jours plus tard, le convoi revient de Rhodes au Pirée, escorté par les mêmes navires. En mai-juin 1943, le torpilleur subit quelques travaux au Pirée, reprenant son service d'escorte après quelques essais de tir.
Le 3 juillet, le Castelfidardo et le Calatafimi escortent le Donizetti, le Re Alessandro et le Ardenna du Pirée à Iraklion. Le 16 août, le torpilleur, avec un chasseur de sous-marins allemand, escorte les vapeurs Trapani et J. Maerch de Souda au Pirée, et neuf jours plus tard, avec le Turbine et le Crispi, escorte les vapeurs Ardenna, Eolo et Sinfra (ex-français) du Pirée à Rhodes. Le 2 septembre 1943, le Castelfidardo escorte le navire à moteur Città di Savona de Corfou à Patras. Quelques jours plus tard, le torpilleur quitte le Pirée avec une unité allemande, pour escorter deux navires à vapeur vers Tarente. Après avoir traversé le canal de Corinthe et passé Patras, le navire se dirige vers Corfou, mais reçoit l'ordre de quitter le convoi et de revenir au Pirée. Dans les eaux d'Argostoli, le Castelfidardo récupère, après plusieurs heures de recherche dans une mer très agitée, les cinq membres de l'équipage d'un avion de reconnaissance qui était tombé à la mer.

#### L'armistice et la fin
Après un ravitaillement au Pirée, le navire atteint la Crète le 8 septembre 1943, et la proclamation de l'armistice (Armistice de Cassibile) le surprend à Souda, en même temps que le Solferino. Quelques heures avant l'annonce de l'armistice, le navire se déplace à proximité des obstructions, et après quelques heures, il est en contact avec une vedette allemande, qui lui donne l'ordre de se ranger sur le quai, ce que le torpilleur fait. Lorsque, dans la soirée, la nouvelle de l'armistice lui parvient, le navire se trouve dans l'impossibilité de s'échapper: le commandant, appelant à bord les membres de l'équipage qui sont libres de partir, attend que la nuit tombe puis ordonne, contre la volonté d'une partie de l'équipage (et devant utiliser son propre pistolet), d'allumer toutes les chaudières pour tenter de sortir, mais toutes les issues sont interdites, les barrages ayant été fermés. Le Castelfidardo et le Solferino sont maintenus sous observation par les Allemands, qui les éclairent avec des projecteurs, et finalement les commandants des deux torpilleurs décident de se rendre. Le Castelfidardo est ainsi capturé par les forces allemandes le 9 septembre 1943,,,,.
Les équipages du Castelfidardo et du Solferino, débarqués de leurs unités respectives et placés sous surveillance armée allemande, sont envoyés dans des camps de prisonniers en Allemagne (certains hommes parviennent cependant, avant le transfert, à se cacher ou à s'échapper en rejoignant les partisans grecs, et le commandant en second du Castelfidardo s'échappe sur un voilier à moteur vers la Turquie). Transférés sur le continent par un navire à vapeur surchargé, puis chargés sur des camions et des trains avec l'assurance d'être rapatriés en Italie, les équipages des torpilleurs sont transportés à travers la Grèce, la Bulgarie (où d'autres hommes se sont cachés), la Roumanie, la Hongrie et l'Autriche, pour finalement atteindre le camp Stalag IX-C de Bad Sulza, en Allemagne. Confrontés au choix de s'engager dans la Wehrmacht, de rester dans le camp de concentration ou de travailler dans les usines, la plupart des personnels choisissent la troisième option. Après plusieurs mois, le statut des prisonniers est changé en celui de travailleurs civils. Certains des prisonniers sont morts de faim ou à la suite de frappes aériennes. Les équipages des deux unités restent en Allemagne jusqu'à la libération par les troupes américaines en 1945.
Incorporé à la Kriegsmarine comme Torpedoboote Ausland, le Castelfidardo est rebaptisé TA 16 et entre en service le 14 novembre (pour d'autres sources octobre,) 1943,,, après avoir subi une augmentation de son armement anti-aérien. Vers la fin de 1943, le navire subit d'importants travaux de modernisation de son armement: les tubes lance-torpilles de 450 mm sont débarqués et un canon antiaérien lourd Flak 28 de 40/56 mm, quatre mitrailleuses simples 20/65 mm C/38 et une autre mitrailleuse simple 20/65 Mod. 1939 (portant ainsi le nombre total de mitrailleuses de 20 mm à neuf) sont installés. Un radar Fu.Mo.28 est également installé. L'équipage passe à 134 hommes. En raison de son âge et de l'usure causée par un service intense, la vitesse effective du navire ne dépasse pas 24 nœuds (44 km/h), et son autonomie ne dépasse pas 600 milles nautiques (1 111 km) à 12 nœuds (22 km/h).
Faisant partie du 9e Torpedoboot-Flotille, le navire effectue 56 missions de guerre sous le drapeau allemand, opérant en mer Égée sous le commandement d'abord des kapitänleutnante (lieutenant de vaisseau) Hans Quaet-Falsem (de novembre 1943 à janvier 1944) puis de Günther Schmidt (de février 1944 à sa perte en juin).
Selon certaines sources, le navire, en novembre 1943, intercepte et capture, près des côtes turques, un navire-hôpital venant de Leros, qui venait de tomber, avec à son bord de nombreux soldats italiens de la Regia Aeronautica (le capitaine Preti, commandant de l'aéroport de Leros, trois autres capitaines, trois lieutenants dont le lieutenant pilote Antonio Traiano, et 10 aviateurs) qui quittaient l'île occupée par les Allemands.
Le matin du 8 février 1944, le TA 16 quitte Rhodes en escortant, avec les torpilleurs TA 17 (ex Solferino) et TA 19 (ex Calatafimi), le vapeur Oria naviguant de Rhodes au Pirée chargé de 4 233 prisonniers italiens. Au cours de la journée, les conditions météorologiques se sont aggravées, de sorte que le convoi s'arrête dans la soirée à Portolago (Leros), où il reste toute la journée du 9 février, pour repartir le 10 février à 8 heures. En quittant Leros, le convoi retourne à Rhodes, où, une fois les navires arrivés à 7 heures du matin le 11, le Oria débarque quelques prisonniers, puis les quatre unités partent pour le Pirée (le Oria a à bord entre 4 033 et 4 115 prisonniers) mais, à partir de 22h30 du même jour, le temps recommence à se dégrader, avec un vent de sud-sud-ouest de force 7 et de mer de force 5, gênant la navigation. Le 12 février, à 6h12, le convoi arrive au large d'Amorgós et aperçoit les avions de l'escorte aérienne, mais le vent est monté à force 9-10 avec une mer croisée correspondante, créant de sérieux problèmes même pour les vieux torpilleurs de l'escorte. Dans l'après-midi, le convoi traverse le détroit entre les îles de Serifos et de Kythnos. Vers 18h00, au large du Cap Sounion, des fusées éclairantes sont tirées, ce qui révèle la proximité de la côte: les navires tentent d'éviter la petite île qui se trouve devant eux, Nisis Patroklou, mais à 18h45, le Oria s'échoue sur un récif et coule. La violence de la tempête empêche toute tentative d'aide de la part des torpilleurs: le TA 19, endommagé dans la partie arrière, doit partir le premier, et peu après les TA 16 et TA 17 doivent aussi renoncer au sauvetage et se rendre au Pirée, où ils arrivent vers minuit. Les morts sont plus de 4 000.
Le 3 mars 1944, le TA 16, ainsi que le TA 15 (ex Crispi) et le TA 19 (ex Calatafimi), entrent en collision dans les eaux de Rhodes avec les vedettes-torpilleurs (Motor Torpedo Boat) britanniques MTB 307 et MTB 315: l'escarmouche se termine par une impasse.
Le 31 mai 1944, le TA 16, au cours d'une mission d'escorte d'un important convoi de ravitaillement, est gravement endommagé par des avions britanniques Bristol Beaufighter, Martin 187 Baltimore et Martin B-26 Marauder, perdant sa proue et subissant la destruction presque totale de sa superstructure. Avec une forte inondation, le navire doit être remorqué à Héraklion),,. Là, le 2 (ou le 1er) juin 1944, le torpilleur est à nouveau touché lors d'une attaque aérienne et, touché également par l'explosion du vapeur Gertrud, qui est également touché (pour d'autres sources l'explosion du Gertrud est la seule cause du naufrage du TA 16), il coule en eaux peu profondes à la position géographique de 35° 20′ N, 25° 10′ E,,,.me="Warship ww2"/>,. Il y a trois victimes parmi l'équipage. 
L'épave, récupérée le 16 juin 1944, est jugée inutilisable en raison de trop de dégâts et est donc abandonnée puis démantelée,.

## Sources
- (it) Cet article est partiellement ou en totalité issu de l’article de Wikipédia en italien intitulé « Castelfidardo (cacciatorpediniere) » (voir la liste des auteurs).